# Cyanopica cyanus
La gazza azzurra o gazza aliazzurre, anche nota come gazza aliazzurre asiatica (Cyanopica cyanus (Pallas, 1776)), è un uccello passeriforme della famiglia dei corvidi.

## Etimologia
Il nome scientifico della specie, cyanus, deriva dalla parola greca κυανος (kyanos/kuanos, "ciano") in riferimento alla livrea di questi uccelli.

## Descrizione

### Dimensioni
Misura 33-38 cm di lunghezza, per 76-118 g di peso: a parità d'età, i maschi sono più grossi e pesanti rispetto alle femmine.

### Aspetto

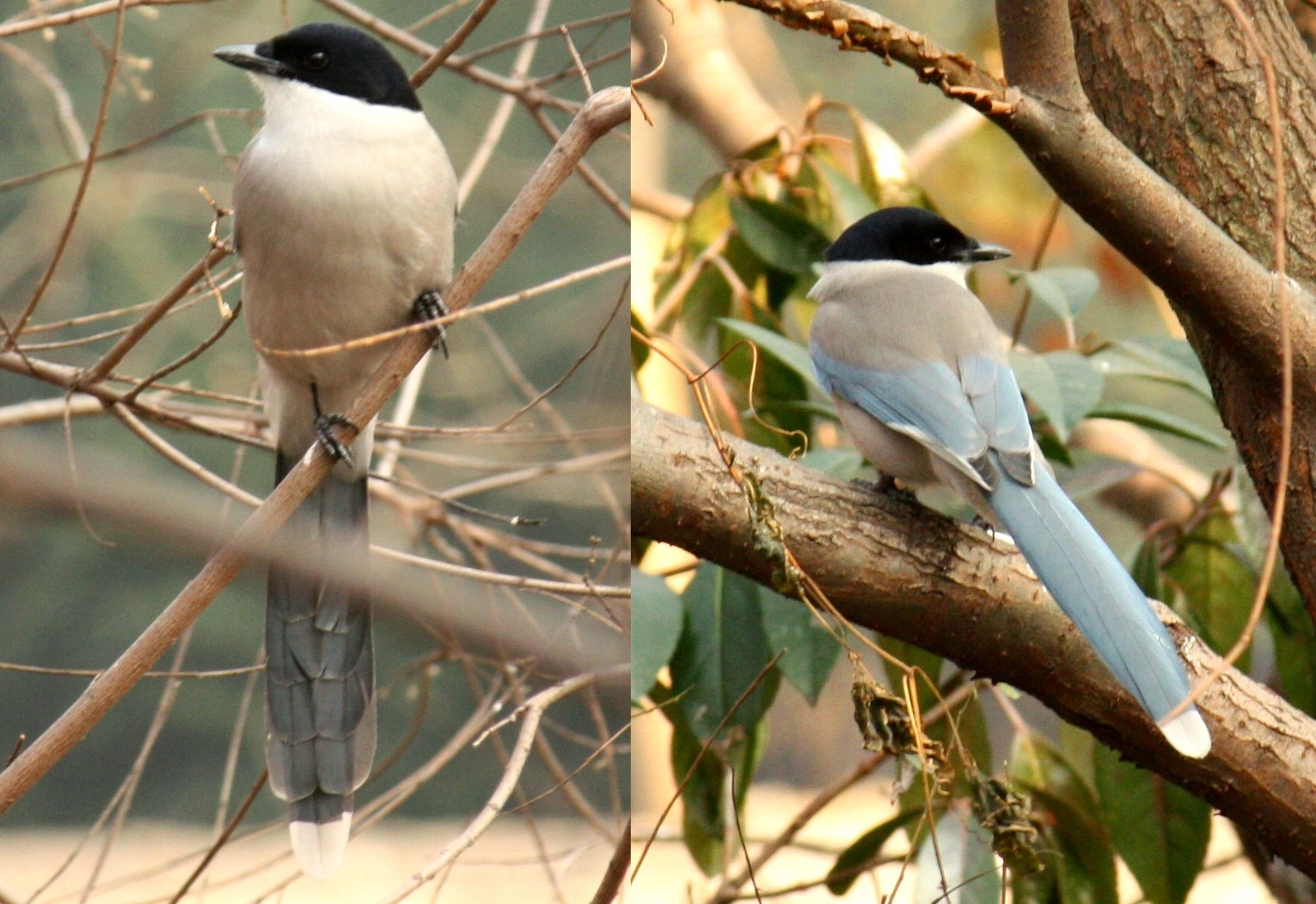
Visione fronte-retro di esemplare a Shanghai.

Si tratta di uccelli di medie dimensioni, dall'aspetto robusto e slanciato con testa squadrata e allungata, becco conico forte e appuntito, forti zampe, ali digitate e coda lunga all'incirca quanto il corpo.
Il piumaggio si presenta di colore bianco su gola e parte superiore del petto, mentre il resto di quest'area, così come il ventre, è di colore grigio-biancastro con lievi sfumature color pesca: il sottocoda è anch'esso bianco, mentre il dorso è grigio, e così le ali, ad eccezione delle remiganti, che (come intuibile dal nome comune e dal nome scientifico) sono di colore azzurro carico. Dello stesso colore è la coda, munita però di punta bianca e di superficie inferiore di colore grigio-nerastro. Sulla testa è presente un caratteristico cappuccio di colore nero che copre fronte, vertice, nuca e guance.
Il becco e le zampe sono di colore nerastro, mentre gli occhi sono di colore bruno scuro.

## Biologia

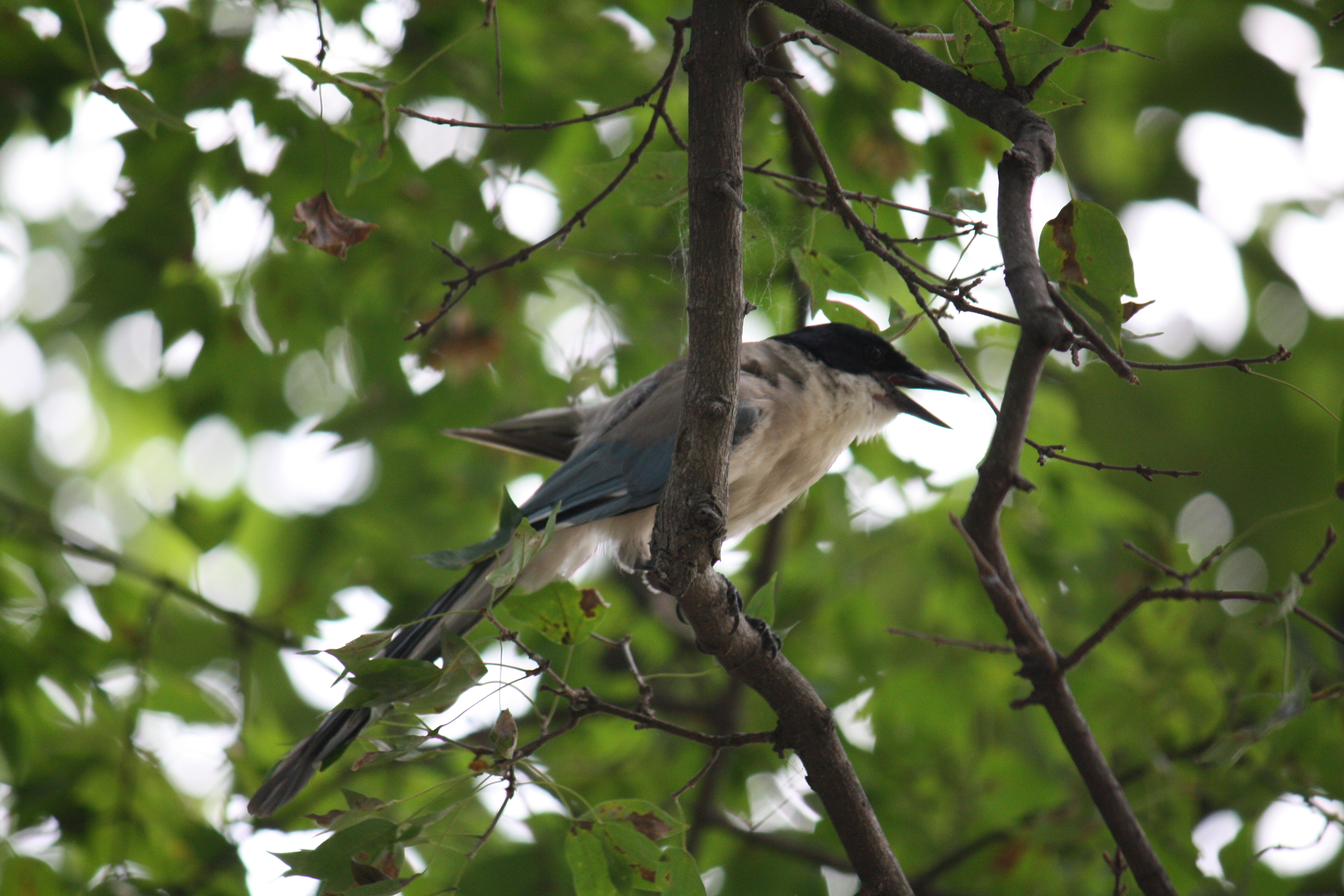
Esemplare canta a Wuhan.

Si tratta di uccelli diurni, che all'infuori della stagione riproduttiva vivono in stormi che possono contare una settantina d'individui: durante il giorno, gli stormi si disperdono su un'area piuttosto ampia, dove i vari esemplari, raccolti in piccoli gruppi, cercano il cibo indifferentemente al suolo o fra i rami di alberi e cespugli, a seconda della disponibilità del momento. Verso il tramonto, i vari gruppi confluiscono su posatoi comuni fra i rami degli alberi, dove passano la notte al riparo dalle intemperie e da eventuali predatori.
La gazza azzurra è un uccello piuttosto vocale, il cui repertorio di richiami è piuttosto vario e sembra mostrare variazioni a livello regionale per quanto riguarda alcuni di essi, sebbene manchino per ora studi approfonditi in proposito. Il verso più comune emesso da questi uccelli è costituito da un breve richiamo nasale che suona come un acuto eh? eh?, ma essi possiedono un'ampia gamma di richiami che vanno da dei click metallici ripetuti 2-3 volte agli aspri gracchi tipici dei corvidi.

### Alimentazione

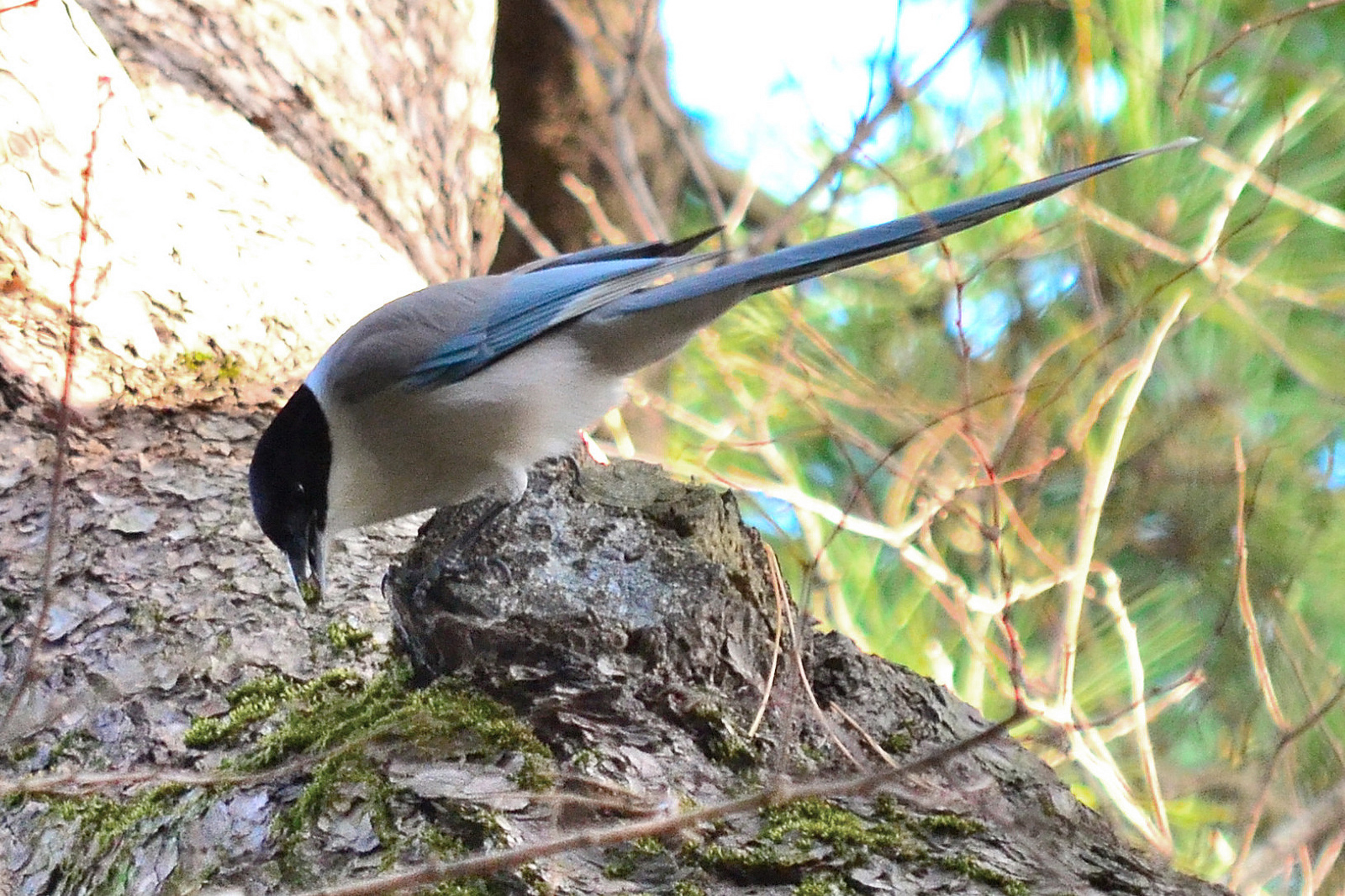
Esemplare si alimenta nella prefettura di Kanagawa.

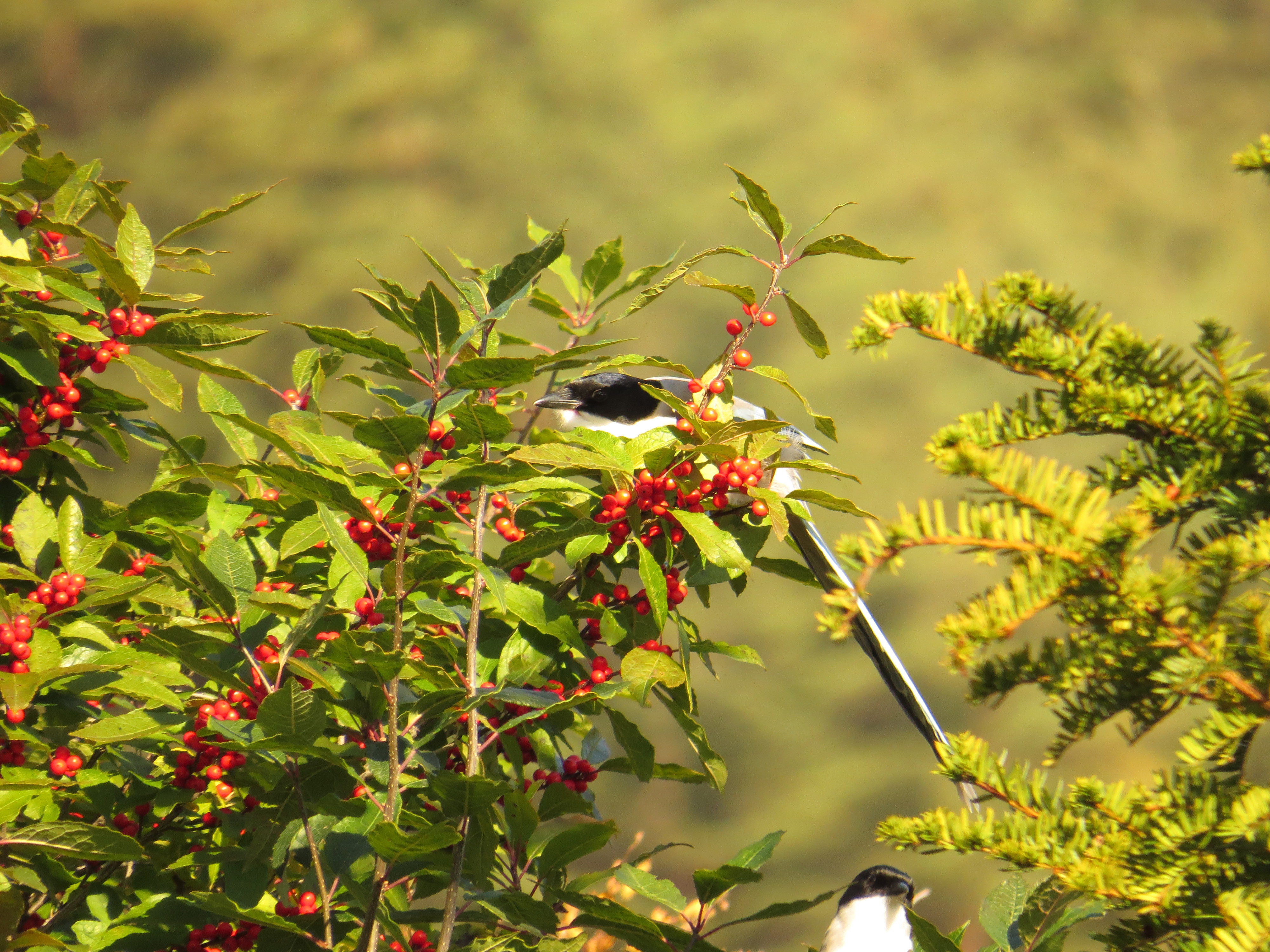
Coppia si alimenta a Pyeongchang.

La gazza azzurra è un uccello onnivoro, la cui dieta si compone primariamente di insetti ed altri piccoli invertebrati, ghiande e pinoli, ma comprende anche una gran varietà di cibo di origine vegetale (semi, granaglie, bacche, piccoli frutti) e animale (uova, nidiacei e piccoli vertebrati, come topolini e lucertole). In genere, la componente animale del cibo è largamente preponderante per quanto riguarda l'alimentazione dei piccoli.
La gazza azzurra ha dimostrato di potersi adattare con successo all'antropizzazione, traendone vantaggi: nelle aree urbane, infatti, questi uccelli rovistano senza problemi nella spazzatura, alla ricerca di avanzi di cibo lasciati dall'uomo.

### Riproduzione
Si tratta di uccelli monogami, che si riproducono fra maggio e giugno: durante questo periodo, le coppie tendono a divenire aggressive verso eventuali intrusi che si avvicinino troppo al nido.

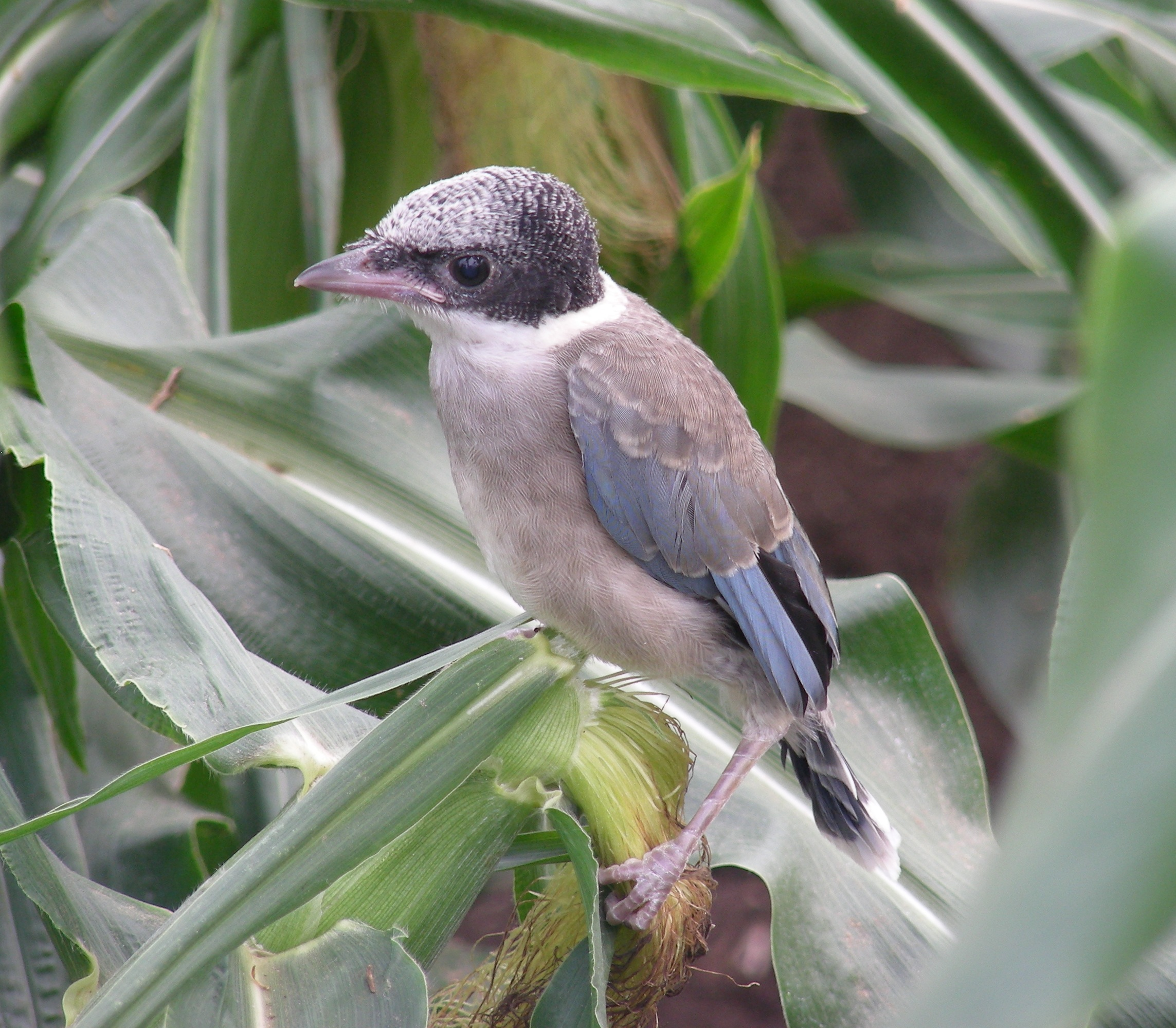
Giovane nella prefettura di Aomori.

Il nido, a forma di coppa, viene costruito da ambedue i partner sul ramo di un albero, intrecciando rametti, aghi di pino, radichette ed altro materiale vegetale. Le gazze azzurre nidificano in colonie nelle aree boschive, nelle quali ciascun albero ospita un nido.

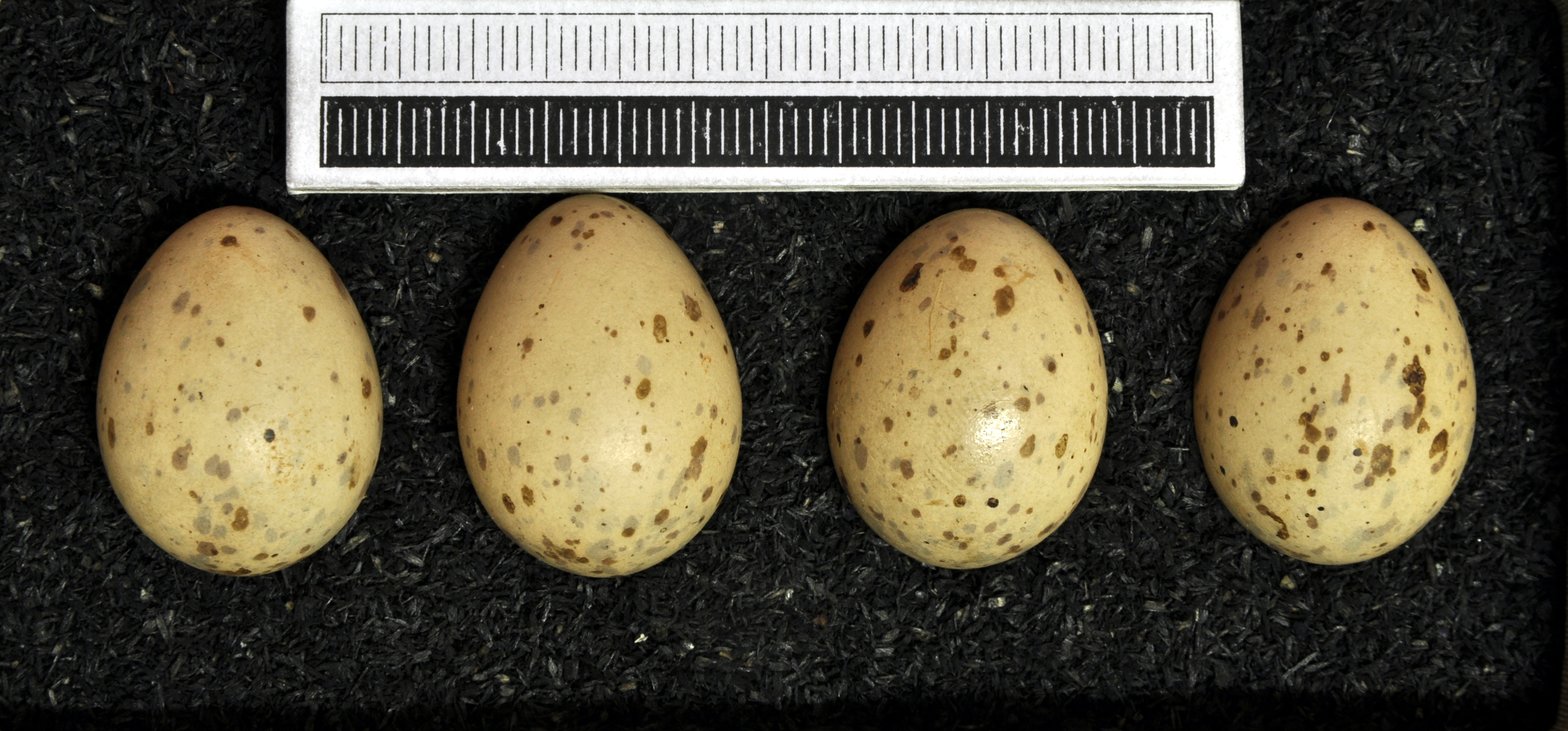
Uova.

All'interno del nido, la femmina depone 6-8 uova di colore rosato con rada maculatura bruna o nerastra, che provvede a covare da sola (imbeccata e accudita dal maschio, che rimane sempre nei pressi del nido e  si occupa di allontanare eventuali intrusi) per circa 18 giorni, al termine dei quali schiudono pulli ciechi ed implumi.

I nidiacei vengono alimentati da ambedue i genitori, sebbene il maschio non li imbecchi direttamente (passando il proprio cibo alla femmina, che provvede ad utilizzarlo per nutrire i piccoli) prima che abbiano cominciato a fare capolino fuori dal nido, cosa che avviene a una decina di giorni dalla schiusa: l'involo avviene a circa tre settimane di vita, ma i giovani continuano a rimanere coi genitori, seguendoli nei loro spostamenti e chiedendo loro l'imbeccata, ancora per almeno altre tre settimane, prima di allontanarsene e congiungersi ai giovani delle altre coppie, coi quali rimangono fino ai primi freddi, quando si ricongiungono allo stormo d'appartenenza dei genitori.

## Distribuzione e habitat

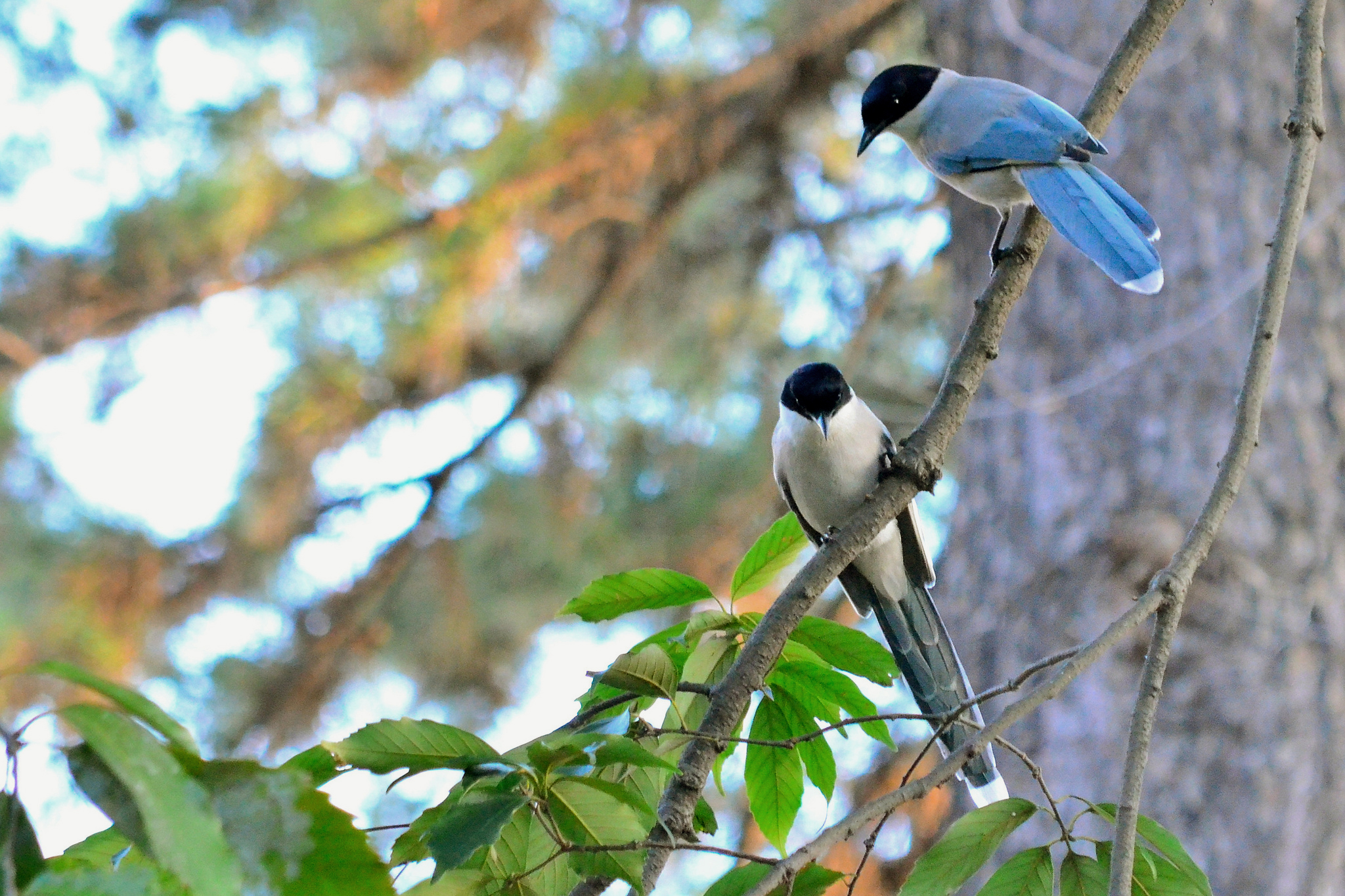
Coppia a Yokohama.

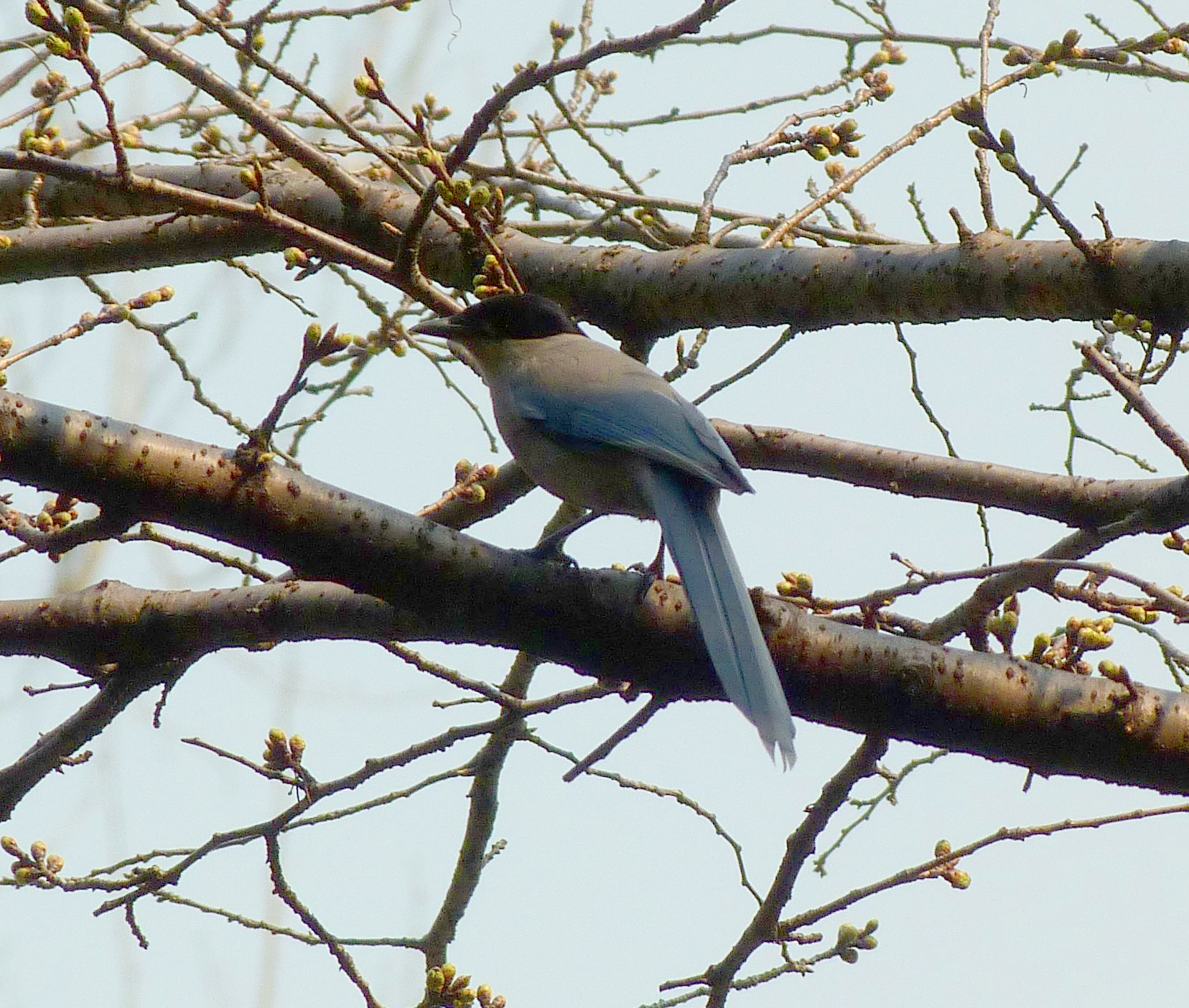
Esemplare a Tokyo.

La gazza aliazzurre asiatica è diffusa in Estremo Oriente, occupando un areale che va dal nord-ovest della Mongolia (ad est di Uliastaj) alle sponde meridionali del golfo della Uda, a sud attraverso la Manciuria fino alla Corea e alla penisola di Liaodong: questi uccelli popolano inoltre la Cina centrale e orientale dal Sichuan centrale allo Shandong e a sud fino al Jiangxi, oltre alla porzione centrale e settentrionale dell'isola giapponese di Honshū.
L'habitat di questa specie è rappresentato dalle aree secondarie di foresta decidua di pianura, possibilmente non eccessivamente fitte ma con folta ricrescita cespugliosa, dominate da Prunus e Salix.

## Tassonomia
Se ne riconoscono due sottospecie:

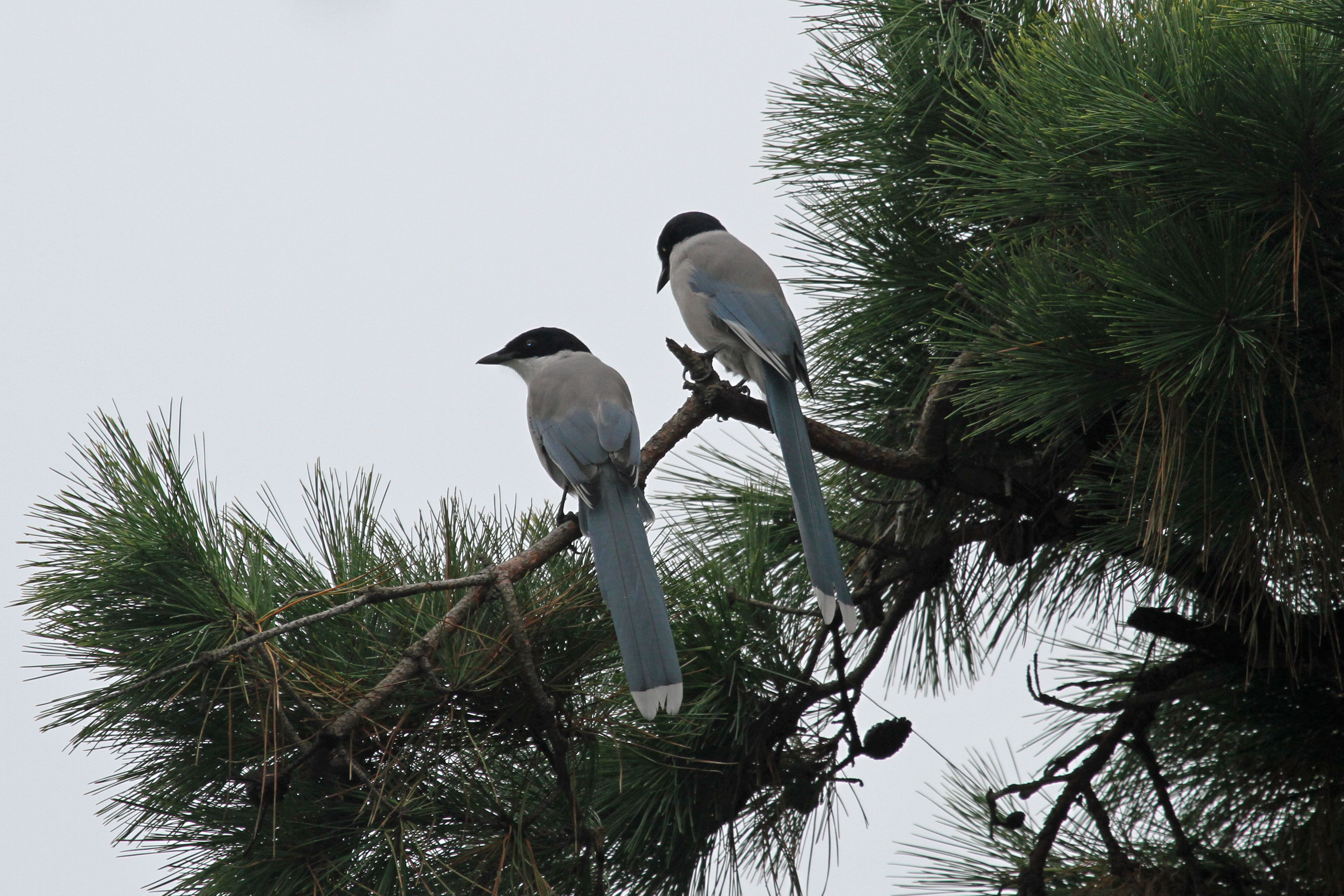
Coppia della sottospecie japonica a Tokyo.

- Cyanopica cyanus cyanus (Pallas, 1776) - la sottospecie nominale, diffusa nella porzione continentale dell'areale occupato dalla specie;
- Cyanopica cyanus japonica Parrot, 1905 - endemica del Giappone.

In passato venivano riconosciute anche le sottospecie tristis, koreensis, kansuensis, stegmanni, interposita, jeholica e swinhoei, tutte sinonimizzate con la nominale, con la quale presentano lievi differenze di colorazione, ma grande affinità a livello genetico.